# Ildikó Pádár
Ildikó Pádár (Heves, 19 de abril de 1970) é uma ex-handebolista profissional húngara, medalhista olímpica.
Ildikó Pádár fez parte dos elencos medalha de prata, em Sydney 2000 e bronze em Atlanta 1996, atuava como goleira.